# انتخابات مجلس مؤسسان ونزوئلا (۲۰۱۷)
انتخابات مجلس مؤسسان قانون اساسی ونزوئلا در ۳۰ ژوئیه ۲۰۱۷ در ونزوئلا برگزار شد. بر خلاف شورای قانون اساسی ۱۹۹۹، که بدنبال یک رفراندم تشکیل شد، انتخابات ۲۰۱۷ به فرمان ریاست جمهوری پرزیدنت نیکلاس مادورو تشکیل گردید. حزب مخالف دولت این انتخابات را تحریم کرده‌است. بر اساس مواد 347 و 348 قانون اساسی ونزوئلا رئیس‌جمهوری می‌تواند انتخابات مجمع موسسان قانون اساسی را اعلام نماید. جامعه بین‌المللی نیز از جمله چند کشور آمریکایی و اروپایی به همراه نهادهای چند ملیتی از قبیل مرکوسور و سازمان کشورهای آمریکایی، این انتخابات را محکوم کرده و آن را باعث تشدید تنش‌ها دانستند. همچنین در اولین واکنش به رای‌گیری روز ۳۰ ژوئیه، دولت ایالات متحده آمریکا روز دوشنبه ۳۱ ژوئیه نیکلاس مادورو رئیس جمهور ونزوئلا را مورد تحریم قرار داد، این شدیدترین اقدام دولت ترامپ تاکنون در واکنش به این انتخابات است که واشینگتن آن را یک انتخابات قلابی خوانده‌است.
طی چهار ماه اعتراضات بی‌وقفه و درگیری‌های خشونت‌آمیز در ونزوئلا که از ماه آوریل ۲۰۱۷ آغاز گردید بیش از ۱۲۰ تن کشته و هزاران نفر زخمی شدند. انتخابات روز یکشنبه نیز با تظاهرات گسترده و خشونت‌هایی همراه بود که حداقل ۱۰ کشته به جا گذاشت.
کمیسیون انتخابات ونزوئلا میزان مشارکت در انتخابات را ۴۱٫۵ درصد اعلام کرد در همین حال مخالفان میزان مشارکت را ۱۲ درصد اعلام کرده‌اند. قرار است مجلس مؤسسان جدید ضمن هدایت کشور برای دوره‌ای نامعلوم، همچنین جایگزین مجلس ملی کنونی شود که از سال ۲۰۱۶ در کنترل مخالفان است. دلیل این امر قانون اساسی ونزوئلا است. در تحریر قانون اساسی ونزوئلا این نکته در نظر گرفته شده‌است که نهادهای انتخابی از سوی مردم، فقط از سوی خود مردم قابل تغییر هستند. در ماده 347 قانون اساسی آمده است که مردم ونزوئلا قدرت اصلی تدوین قانون اساسی کشور هستند. و این قدرت را از طریق انتخاب مجلس مؤسسان ملی اعلام می‌کنند. مجلس موسسان ملی هم می‌تواند با مصوباتی می‌تواند نسبت به اصلاح حکومت، ایجاد سیستم قضایی نوین و تنظیم پیش‌نویس جدید قانون اساسی اقدام نماید. با افزایش بحران‌ها، ونزوئلا به عنوان مهم‌ترین صادرکنندهٔ نفت در آمریکای جنوبی عملاً دچار فروپاشی اقتصادی و اجتماعی شده‌است. بر اساس نظرسنجی‌ها ۸۰ درصد مردم ونزوئلا با نحوهٔ ادارهٔ توسط نیکولاس مادورا در کشورشان مخالفند. خولیو بورخس، رئیس مجلس ونزوئلا، که در کنترل مخالفان است، گفت مجلس تشکیل شده توسط حکومت مادورو را به رسمیت نمی‌شناسد. آمریکا نیز گفت مجلس مؤسسان ونزوئلا را قانونی نمی‌داند و «نیکلاس مادورو» را تحریم کرد.
پس از برگزاری رای‌گیری ۳۰ ژوئیه موج سرکوب دولت مادرو آغاز شد و در اول اوت ۲۰۱۷ دو رهبر مخالفان به نام‌های لئوپولدو لوپز و آنتونیو لِدزما دستگیر شدند. این دستگیری‌ها توسط دونالد ترامپ رئیس‌جمهور آمریکا و آنتونیو گوترش دبیرکل سازمان ملل محکوم شد.

## مجلس مؤسسان قانون اساسی
یکی از اهداف ایجاد مجلس مؤسسان قانون اساسی در ونزوئلا، بازنویسی قانون اساسی این کشور است. این در حالی است که در سال ۱۹۹۹ و در دوران زمامداری هوگو چاوز، رئیس جمهوری سابق ونزوئلا قانون اساسی این کشور بازنگری شد. نیکولاس مادورو در آن زمان وزیر امور خارجه بود و پس از مرگ چاوز در سال ۲۰۱۳ به ریاست جمهوری رسید.بر اساس فصل سوم قانون اساسی ونزوئلا در صورت بروز مشکل در کار دولت و با توجه به این ملت مظهر قدرت در این کشور است، مجلس موسسان برای اصلاح ساختار دولت، یا ساختار قضایی یا تدوین قانون اساسی جدید تشکیل می‌گردد
حدود دو سوم اعضای مجلس مؤسسان قانون اساسی توسط شهروندان محلی انتخاب خواهند شد در حالیکه گروه‌های اجتماعی طرفدار مادورو شامل اتحادیه‌های کارگری، شوراهای همگانی و دهقانان، یک سوم مابقی را انتخاب خواهند کرد.
بدنبال تحریم انتخابات توسط اپوزیسیون، تمامی کاندیداهای شورای قانون اساسی توسط دولت مادورو انتخاب شده و مورد حمایت قرار گرفته‌اند. انتخابات آتی منطقه‌ای و ریاست جمهوری نیز، ممکن است به تأخیر افتاده و در زمانبندی تعیین شده به موجب قانون جدید برگزار نشود زیرا هیچ خط زمانی برای بازنویسی آن داده نشده‌است.
به گفته مخالفان دولت نیکلاس مادورو، رئیس‌جمهوری ونزوئلا، قصد دارد با استفاده از تشکیل مجلس مؤسسان قانون اساسی، در مقابل مجلس ملی این کشور که اکثریت آن در دست مخالفان رئیس‌جمهوری است، قدرت را قبضه کند. مجلس مؤسسان قانون اساسی ۵۴۵ عضو دارد و رقیب مجلس ملی خواهد شد.

## تظاهرات ضد دولتی
از آوریل ۲۰۱۷ ونزوئلا صحنه اعتراضات و تظاهرات بی‌وقفه علیه دولت مادورو است. این اعتراضات در روزهای پیش از انتخابات و در روز اجرای آن نیز ادامه داشت.
روز یکشنبه ۳۰ ژوئیه هم‌زمان با شروع رای‌گیری، در سراسر کشور معترضان به خیابان‌ها ریختند و درگیری‌هایی میان پلیس و تظاهرکنندگان رخ داد و در طول روز ادامه داشت. این درگیری‌ها با خشونت و کشته شدن چند نفر همراه بود و در میان کشته شدگان یک رهبر جوان مخالفان دولت مادورو، یک نامزد هوادار دولت و یک سرباز وجود دارند.

## کشته و مجروح
از شروع دور جدید اعتراضات در ماه آوریل ۲۰۱۷ طی چهار ماه اعتراضات بی‌وقفه و خشونت‌آمیز در ونزوئلا تا پایان ژوئیه ۲۰۱۷، بیش از ۱۲۰ تن کشته و هزاران نفر زخمی شده‌اند. همچنین صدها نفر نیز توسط نیروهای امنیتی دستگیرشده‌اند.
درگیری‌های روز انتخابات ۳۰ ژوئیه و شب پیش از آن نیز حداقل ۱۰ کشته و تعدادی مجروح برجای گذاشته‌است. یکی از کشته شدگان ریکاردو کامپوس، فعال سیاسی مخالف دولت در حزب اقدام دموکراتیک است که در جریان تظاهرات کشته شد. همچنین ژوزه فلیکس پیندا، وکیل ۳۹ ساله نامزد هوادار دولت نیز جزو کشته شدگان است. به گفته یک مقام دولتی وی شب گذشته و پیش از آغاز رای‌گیری در خانه خود به قتل رسیده‌است. گفته می‌شود حداقل سه نفر نیز در ایالت غربی تاچیرا کشته شدند که دو نفر نوجوان و یک سرباز گارد ملی بوده‌اند.

## تحریم انتخابات
اپوزیسیون این انتخابات را تحریم کرده بود و در ۱۶ ژوئیه ۲۰۱۷ یک رفراندوم برای رد این انتخابات برگزار کرده بود که بسیاری از مردم ونزوئلا در این همه‌پرسی شرکت کردند. اکثریت ونزوئلایی‌ها مجلس مؤسسان قانون اساسی پیشنهادی مادورو را غیردمکراتیک قلمداد می‌کنند.
لوئیزا اورتگا، دادستان کل ونزوئلا، از منتقدان دولت مادورو این رای‌گیری را بیان «آرزوهای دیکتاتور مابانه» توصیف کرد.

## نتیجه انتخابات
روز ۳۱ ژوئیه کمیسیون انتخابات ونزوئلا میزان مشارکت در انتخابات روز گذشته را ۴۱٫۵ درصد یعنی حدود هشت میلیون نفر از جمعیت سی میلیونی این کشور اعلام کرد و این در حالیست که مخالفان میزان مشارکت را ۱۲ درصد اعلام کرده‌اند. خولیو بورخس، رئیس مجلس ونزوئلا، که در کنترل مخالفان است، گفت مجلس تشکیل شده توسط حکومت مادورو را به رسمیت نمی‌شناسد و مجلس ملی به فعالیت‌های خود ادامه می‌دهد.
در ۲ اوت ۲۰۱۷ شرکت اسمارت متیک متخصص رأی‌گیری الکترونیکی که مسئول سازوکار انتخاباتی ونزوئلا است در یک کنفرانس مطبوعاتی در لندن اعلام کرد که آمار مربوط به‌شمار شرکت کنندگان در انتخابات مجلس مؤسسان ونزوئلا دستکاری شده‌است. این شرکت تأکید کرد که کوچکترین شکی در این رابطه ندارد و تفاوت ارقام واقعی انتخابات و آمار دولت ونزوئلا را دست کم یک میلیون رأی عنوان کرد.

## تحریم‌های آمریکا

### تحریم مقامات ارشد
دولت پرزیدنت دونالد ترامپ برگزاری انتخابات ۳۰ ژوئیه را محکوم کرد؛ و این کشور در ۲۶ ژوئیه ۲۰۱۷ شماری از مقامات ارشد ونزوئلا را تحریم کرد و احتمال می‌رود که این تحریم‌ها رو به گسترش باشد. این تحریم‌ها سیزده تن از مقامات ارشد دولتی این کشور را شامل می‌شود که از فرماندهان ارتش و پلیس، رئیس شورای انتخابات و مسئول برگزاری انتخابات مجلس مؤسسان و یکی از معاونان شرکت نفتی دولتی هستند.

### تحریم مادورو
بدنبال برگزاری رای‌گیری برای انتخاب مجلس مؤسسان در ونزوئلا، دولت آمریکا مادورو رئیس‌جمهور این کشور را یک دیکتاتور خواند و روز ۳۱ ژوئیه ۲۰۱۷ وزارت خزانه داری آمریکا بخش‌هایی از دارایی‌های مادورو رئیس‌جمهور ونزوئلا را مسدود کرد. استیون منوچین، وزیر خرانه داری آمریکا، از رای‌گیری ۳۰ ژوئیه برای تغییر قانون اساسی به عنوان «انتخابات نامشروع» نام برد و گفت: «مادورو یک دیکتاتور است که خواسته شهروندان کشورش را نادیده گرفته‌است.» وی گفت: «وضع این تحریم‌ها علیه نیکلاس مادورو به قصد روشن کردن موضع آمریکا در قبال سیاست‌های رژیم و همچنین اعلام حمایت آمریکا از مردم ونزوئلا که خواهان بازگشت کشور خود به یک دمکراسی کامل و شکوفا می‌باشند صورت گرفته‌است.» منوچین، مادورو را چهارمین رهبر خارجی دانست که در لیست سیاه قرار می‌گیرد. ژنرال هربرت مک مستر، مشاور امنیت ملی آمریکا نیز گفت که: «نیکلاس مادورو به باشگاهی ویژه ملحق می‌شود که شامل بشار اسد رئیس جمهور سوریه، کیم جونگ اون رهبر کره شمالی، و رابرت موگابه رئیس جمهور زیمبابوه است.» وی دربارهٔ انتخابات روز یکشنبه گفت این انتخابات ضربه‌ای کاری به دموکراسی در منطقه بود. نیکلاس مادورو نه تنها یک رهبر بد، بلکه اکنون یک دیکتاتور نیز است.

### تحریم ۸ مقام رسمی
آمریکا روز چهارشنبه ۹ اوت ۲۰۱۷ تحریم‌هایی را علیه هشت مقام رسمی ونزوئلا در رابطه با نقش آن‌ها در ایجاد نهاد قانونگذاری جدید وفادار به نیکولاس مادورو اعمال کرد. این تحریم‌ها سیاست‌مداران و شخصیت‌های امنیتی را مورد هدف قرار داده ولی از اقدام علیه صنعت حیاتی نفت ونزوئلا خودداری نموده‌است. در میان مقاماتی که توسط ایالات متحده مورد تحریم قرار گرفته‌اند آدان چاوز برادر هوگو چاوز رئیس‌جمهور سابق ونزوئلا قرار دارد.

## واکنش‌ها

### مخالف
جامعه بین‌المللی، از جمله چند کشور آمریکایی و اروپایی به همراه نهادهای چند ملیتی از قبیل مرکوسور و سازمان کشورهای آمریکایی، این انتخابات را محکوم کرده و گفتند که این انتخابات فقط باعث تشدید تنش‌ها می‌شود.

#### آمریکا
- در آستانه انتخابات و تظاهرات روز جمعه ۲۸ ژوئیه، آمریکا به خانواده دیپلمات‌هایش در ونزوئلا دستور ترک این کشور را داد.[۲۴]
- نیکی هیلی نماینده آمریکا در سازمان ملل متحد از این انتخابات به نام «انتخابات ساختگی» مادورو نام برد که کشور ونزوئلا را یک گام دیگر به سمت دیکتاتوری پیش می‌برد.[۲۱]
- ترامپ در واکنش به بازداشت رهبران اپوزیسیون ونزوئلا آن را محکوم کرد. سه شنبه شب اول اوت ۲۰۱۷ کاخ سفید بیانیه پرزیدنت دونالد ترامپ را منتشر کرد که وی در آن تأکید کرد «مادورو» شخصاً مسئول حفظ جان و سلامتی لئوپولدو لوپز و آنتونیو لِدزما است.[۱۴]

#### بین‌المللی
- بنا به گزارش رسانه‌ها در ۲۱ ژوئیه ۲۰۱۷ کشورهای آمریکا و اتحادیه اروپا، کلمبیا، فرانسه و اسپانیا از دولت ونزوئلا خواستند رای‌گیری ۳۰ ژوئیه برای تشکیل مجلس مؤسسان را لغو کند. مادورو این درخواست را رد کرد.[۱۶]
- در ۲۹ ژوئیه ۲۰۱۷، فرانسه هم‌زمان با ابراز نگرانی از سرکوب مخالفان سیاسی در ونزوئلا در آستانه انتخابات، پروازهای پاریس – کاراکاس را لغو کرد. ایر فرانس، اعلام کرد که این تعلیق دست‌کم روزهای سی‌ام ژوئیه تا اول اوت را شامل می‌شود.[۲۵]
- پیش از این شرکت هواپیمایی آمریکا و شرکت آویانکا، متعلق به کلمبیا نیز پروازهای خود به سمت کاراکاس را لغو کرده بودند.[۲۵]
- اتحادیه اروپا در مورد این انتخابات مجلس گفت که «شک دارد بتواند نتایج را بپذیرد.»[۶]
- آنتونیو گوترش دبیرکل سازمان ملل دستگیری دو رهبر مخالفان دولت ونزوئلا، لئوپولدو لوپز» از رهبران اپوزیسیون و «آنتونیو لدزما» شهردار کاراکاس از جناح مخالف دولت، را به باد انتقاد گرفت. گوترش از دولت ونزوئلا خواست مخالفان بازداشت شده را بدون هیچ پیش شرطی آزاد کرده و کشور را به مسیر دموکراتیک بازگرداند.[۱۵]
- اتحادیهٔ اروپا، آمریکا و چند کشور آمریکای جنوبی اعلام کرده‌اند که مجلس مؤسسان جدید را به رسمیت نمی‌شناسند.[۲۶]

### موافق
روسیه، کوبا، نیکاراگوئه و بولیوی از مادورو حمایت کردند.

## پیشینه و سیر وقایع تا ۳۱ ژوئیه
- ۲۹ مارس ۲۰۱۷: دادگاه عالی ونزوئلا که قضات تشکیل دهنده آن طرفدار دولت مادورو هستند، با سلب اختیار از پارلمان، حق تصویب یا تغییر قوانین را از آن خود کرد. این تصمیم انتقادهای زیادی را در داخل و خارج ونزوئلا به همراه داشت به‌طوری‌که منجر به این شد که دیوان عالی ونزوئلا از تصمیم خود عقب‌نشینی کند. علی‌رغم اجرایی نشدن این مصوبه، مخالفان این اقدام را کودتا توسط مادورو عنوان کردند و پس از آن اعتراضات و تظاهرات برای استعفای مادورو از ریاست جمهوری به‌طور روزانه برگزار شده‌است.[۱۶][۵]
- آوریل ۲۰۱۷: اعتراض‌ها علیه دولت مادورو از آوریل ۲۰۱۷ در ونزوئلا شدت گرفت و طی درگیری‌های مرتبط با تظاهرات جاری تا ۳۰ ژوئیه بیش از ۱۲۰ نفر کشته شدند.[۴][۲۵]
- شروع بحران سیاسی در ماه آوریل، سقوط قیمت نفت را بدنبال داشت و وضعیت اقتصادی وخیم‌تر شد چرا که صادرات نفت ۹۵ درصد درآمدهای صادراتی ونزوئلا و محل تأمین هزینه عمومی دولت را تشکیل می‌دهد.
- ۱۶ ژوئیه: اپوزیسیون، یک رفراندوم برگزار کرد که بسیاری از مردم ونزوئلا به فراخوان اپوزیسیون پاسخ مثبت داده و در این همه‌پرسی شرکت کردند.
- ۲۰ ژوئیه: در جریان اعتصاب عمومی روز پنجشنبه ۲۰ ژوئیه در درگیری‌ها میان پلیس و معترضان ۲ تن از معترضان کشته شدند. به گزارش رسانه‌ها معترضان کشته شده از ساکنان حومه کاراکاس و شمال ونزوئلا بوده‌اند. در تظاهرات و اعتصاب سراسری ۲۰ ژوئیه چندین تن زخمی و دستکم ۱۷۳ نفر توسط پلیس دستگیر شدند.[۲۷]
- ۲۱ ژوئیه: به دنبال فراخوان مخالفان دولت، میلیون‌ها نفر در این کشور دست به اعتصاب زده‌اند.[۱۶] معاون رئیس مجلس ونزوئلا اعلام کرده که ۹۲ درصد کارگران و همچنین حدود ۳۵۰ سندیکا در اعتصاب سراسری ونزوئلا شرکت کرده و خواهان لغو این انتخابات شدند.[۲۵]
- ۲۱ ژوئیه: در درگیری‌ها میان پلیس و معترضان دست‌کم سه تن کشته شدند که یک کشته از حومه کاراکاس و دو کشته دیگر از شهر والنسیا در شمال ونزوئلا بودند. یک گروه حقوق بشری محلی، گزارش داد که بیش از ۳۶۰ نفر در سراسر کشور دستگیر شدند.
- ۲۱ ژوئیه: نیکلاس مادورو رئیس‌جمهوری ونزوئلا در واکنش به اعتصاب سراسری طی سخنانی در تلویزیون گفت: «معترضان هرگز کار نکرده‌اند، آن‌ها را به حال خود می‌گذاریم که کار نکنند، اما ما به پیش می‌تازیم، رفقا."» او افزود: «دستور دستگیری همه تروریست‌های فاشیست را داده‌ام.»
- ۲۲ ژوئیه: در تظاهرات روز شنبه ۲۲ ژوئیه گارد ملی ونزوئلا برای ممانعت از راهپیمایی هزاران تن از مخالفان رئیس‌جمهوری به سمت ساختمان دیوانعالی کشور از گاز اشک‌آور و گلوله‌های لاستیکی استفاده کرد.[۲۸]
- ۲۲ ژوئیه: ویلی اورتگا یک شاخص اعتراضات علیه مادورو در ونزوئلا طی درگیری‌ها و راهپیمایی در مقابل دادگاه عالی مجروح و در بیمارستان بستری شد. ویلی اورتگا یک نوازنده پیانو است که در راهپیمایی در مقابل دادگاه عالی که در حمایت از قاضی معرفی شده توسط اپوزیسیون بود شرکت کرده بود. او در حالی که مورد ضرب و شتم قرار گرفته و خونین شده بود اما عهد کرد برای اعتراض بیشتر به صحنه بازمی‌گردد.[۲۹]
- ۲۶ ژوئیه: یکی از رهبران اپوزیسیون به نام لئوپولدو لوپز که از سه سال و نیم پیش تاکنون در زندان نظامی دولت به سر می‌برد، اعلام کرد: «ما در مقابل یک تهدید بسیار روشن از سوی نیکلاس مادورو و کسانی که او را در طرح بازنویسی قانون اساسی همراهی می‌کنند، قرار داریم.»[۲۵]
- ۲۷ ژوئیه: رهبران مخالف رئیس‌جمهوری ونزوئلا از مردم این کشور خواستند که به نشانه نارضایتی از برگزاری انتخابات در یک اعتصاب سراسری دو روزه شرکت کنند.[۲۰]
- ۲۷ ژوئیه: مقام‌های دادستانی ونزوئلا گفتند در درگیری‌های اولین روز اعتصاب عمومی ۴۸ ساعته در این کشور ۳ نفر کشته شدند.[۳۰] یک شهروند نیز در ایالت شمالی کارابوبو کشته شد.
- ۲۸ ژوئیه: در یک حادثه یک هلی‌کوپتر سعی کرده‌است دیوان عالی ونزوئلا را بمباران کند. مادورو آن را یک «حمله تروریستی» خواند و دولت در شرح حادثه گفت که یک هلی‌کوپتر پلیس توسط یک افسر پلیس بر فراز کاراکاس به پرواز درآمد. بنا به گفته یک وزیر دولت ونزوئلا این هلی‌کوپتر ۱۵ تیر به وزارت کشور شلیک کرد و ۴ نارنجک به روی ساختمان دیوان عالی انداخت. افسر مسئول این حادثه به نام اسکار پرز در اینستاگرام بیانیه‌ای صادر کرد. در ویدئوی منتشر شده مردان مسلح نقابدار در کنار اسکار پرز ایستاده‌اند.[۳۱]
- ۲۸ ژوئیه: یک روز پیش از برگزاری انتخابات، اپوزیسیون ونزوئلا از مردم خواست که به تظاهرات سراسری ادامه دهند. انریکه کاپریلس، رهبر اپوزیسیون، ضمن تأکید بر حمایت مردم ونزوئلا از تغییر و دموکراسی در این کشور از آن‌ها خواست به جای رفتن به حوزه‌های رای‌گیری برای ادامه تظاهرات در خیابان‌ها بمانند.[۳۲]
- ۲۸ ژوئیه: دولت مادورو، در آستانه برگزاری انتخابات به بازداشت و حبس شهردارانی که با اپوزیسیون همراهی می‌کنند ادامه می‌دهد. در این رابطه الفردو راموس، یکی از شهرداران در استان لارا، به اتهام کمک به معترضان مخالف رئیس‌جمهوری دستگیر و به پانزده سال زندان و منع دایم از مشاغل دولتی محکوم شده‌است.[۳۲]
- ۲۸ ژوئیه: در آستانه انتخابات ۳۰ ژوئیه، دولت ونزوئلا هر گونه تظاهرات و هر اعتراضی را ممنوع اعلام کرد و وزیر کشور ونزوئلا اعلام کرد «کسانی که این ممنوعیت را رعایت نکنند، امکان دارد به ۵ تا ۱۰ سال حبس محکوم شوند.»
- ۲۸ ژوئیه: مخالفان دولت اعلام کردند که روز جمعه ۲۸ ژوئیه یک تظاهرات بزرگ برگزار می‌کنند. اپوزیسیون در توئیتر از مردم خواستند که با شرکت در تظاهرات روز جمعه جلوی این ممنوعیت دولت بایستند. مخالفان این تظاهرات را «گرفتن ونزوئلا» توصیف کردند.[۲۴]
- ۳۰ ژوئیه: در درگیری‌های روز انتخابات ۳۰ ژوئیه و شب قبل از آن ۱۰ نفر کشته و تعدادی مجروح شدند.[۶]
- ۳۱ ژوئیه: کمیسیون انتخابات ونزوئلا میزان مشارکت در انتخابات روز گذشته را ۴۱٫۵ درصد (حدود هشت میلیون نفر از جمعیت سی میلیونی این کشور) اعلام کرد. مخالفان میزان مشارکت را ۱۲ درصد اعلام کرده‌اند.[۷][۸]
- ۳۱ ژوئیه: هنریک کاپریلس، یکی از رهبران مخالفان، انتخابات را جعلی و بی‌ارزش خواند و گفت: «اپوزیسیون این انتخابات را به رسمیت نمی‌شناسد.»[۴]
- ۳۱ ژوئیه: خولیو بورخس رئیس پارلمان ونزوئلا، با اشاره به این انتخابات گفت که «حکومت کاراکاس با این اقدام گور خود را کنده‌است.»[۴]

## پیامدهای انتخابات (اوت)

### موج دستگیری‌ها
موج سرکوب پس از انتخابات ونزوئلا آغاز شد و «لئوپولدو لوپِز»، بنیان‌گذار حزب «ارادهٔ مردم» و «آنتونیو لِدِزما»، شهردار کاراکاس، دو رهبر مخالفان در اول اوت ۲۰۱۷ دستگیر و به نقطه نامعلومی برده شدند. در بیانیه دیوان عالی ونزوئلا آمده‌است که «لئوپولدو لوپز و آنتونیو لِدزما با صدور پیام‌هایی در شبکه‌های اجتماعی از محل سکونت خود در انتقاد از دولت، قوانین بازداشت خانگی را نقض کرده‌اند.» هر دو در منزل خود در حبس خانگی بسر می‌بردند، همسر «لئوپولدو لوپز» و دختر «آنتونیولِدِزما» با تلفن همراه خود ویدیوهای دستگیری این دو تن را ضبط کرده و بر روی شبکه‌های اجتماعی منتشر کردند.
دولت ونزوئلا روز شنبه ۵ اوت لئو پولدو لوپز را از زندان آزاد کرد اما او را در حصر خانگی قرار داد.

### دستور رسیدگی به صحت انتخابات
لوئیزا اُورتگا، دادستان کل ونزوئلا ۲ اوت ۲۰۱۷ دستور رسیدگی قضائی به اتهامِ تقلب و دستکاری در انتخابات مجلس مؤسسان را صادر کرد وی گفت برای این تحقیقات دو دادرس دادسرای کشور مسئول شده‌اند. پیش از این مدیرعامل شرکت انگلیسی اسمارت ماتیک که شرکت برگزارکنندهٔ انتخابات بود فاش کرده بود که میزان شرکت در رأی‌گیری بسیار کمتر از شمار اعلام شده توسط مقامات ونزوئلا بوده‌است. اورتگا همچنین خواهان لغو جلسه افتتاحیه مجلس مؤسسان به دلیل تقلب در انتخابات شد.

### برکناری دادستان کل ونزوئلا
بامداد روز شنبه ۵ اوت ۲۰۱۷ یک روز پس از تشکیل مجلس مؤسسان ونزوئلا، این مجلس لوئیس اورتگا، دادستان کل این کشور را از کار برکنار کرد. در همین رابطه از محاصره ساختمان دادستانی کل و وزارت کشور توسط ارتش ونزوئلا خبر داده شد. دیوان عالی ونزوئلا گفت که اورتگا را محاکمه خواهد کرد. لوئیس اورتگا که از چهره‌های شناخته شده اپوزیسیون است بعد از اعلام برکناری به رسانه‌ها گفت این اقدام مجلس مؤسسان غیرقانونی است و او مبارزه علیه رژیم مادورا را ادامه خواهد داد. وی را از کار برکنار کرد.
ژولیو بورخس، رئیس مجلس ملی ونزوئلا در واکنش به برکناری لوئیس اورتگا و آغاز کار مجلس مؤسسان گفت: «اقدامات چند روز اخیر به معنی گروگان گرفتن نهادهای ونزوئلا توسط یک حزب سیاسی یا حزب نیکولاس مادورا، است». اورتگا در جریان اعتراضات و مخالفت‌های گسترده علیه مادورو، به یکی از مهم‌ترین مخالفان رئیس‌جمهور این کشور تبدیل شده‌است.

### تمدید تعلیق عضویت ونزوئلا در مرکوسور
روز شنبه ۵ اوت بلوک بلوک تجاری-اقتصادی کشورهای آمریکای لاتین (مرکوسور) عضویت ونزوئلا در این بلوک را برای مدت نامعلومی به تعلیق درآورد. این اقدام توسط کشورهای عضو این بلوک تنها ساعاتی پس از برکناری لوییزا ارتگا، دادستان کل ونزوئلا توسط مجلس مؤسسان ونزوئلا حامی مادورو در سائوپائولوی برزیل انجام شد. مرکوسور در ماه دسامبر ۲۰۱۶ عضویت ونزوئلا را بخاطر عدم پایبندی به تعهداتش به حال تعلیق درآورده بود. وزیر امور خارجه برزیل علت این تصمیم‌گیری را ناتوانی کاراکاس در احیای دموکراسی در آن کشور عنوان کرد.

### انتخاب رئیس مجلس مؤسسان
روز شنبه ۵ اوت همزان با برکناری اورتگا دادستان کل ونزوئلا، مجلس مؤسسان ونزوئلا اولین جلسه خود را برگزار کرد و دلسی رودریگز، وزیر امور خارجه پیشین ونزوئلا را به عنوان رئیس مجلس مؤسسان انتخاب کرد. وی در سخنرانی خود اتهامات مخالفان در مورد برقراری دیکتاتوری در ونزوئلا را رد کرد و بحران کنونی را نتیجه «تلاشهای فاشیست‌های راست‌گرا» خواند. مجلس مؤسسان با ۵۴۵ عضو در همان ساختمانی به کار خواهد پرداخت که مجلس ملی با اکثریت مخالفان نیز در همان محل است.

### شورش و قیام گروهی در والنسیا
یک گروه از نظامیان مسلح صبح زود روز یکشنبه ۶ اوت ۲۰۱۷ به یک پادگان نظامی در شهر والنسیا در شمال غربی ونزوئلا حمله کردند که طی آن یک نفر کشته و یک نفر دیگر به شدت زخمی شده‌اند. در ویدئوی منتشر شده در شبکه‌های اجتماعی مردانی با لباس نظامی گفتند که اعضای ارتش و مخالف دولت مادورو بوده و در حال قیام علیه ستم و آدم‌کشی هستند. رهبر این گروه به نام کاگوریپانو گفت: «این نه یک کودتای نظامی بلکه یک اقدام نظامی و غیرنظامی برای احیای مجدد نظم قانون اساسی است. ما خواهان تشکیل فوری یک دولت موقت هستیم.» مادورو، رئیس‌جمهور ونزوئلا، گفت که جستجو برای یافتن این افراد ادامه دارد وی گفت: «این حمله در شهر والنسیا توسط ۲۰ نفر انجام شد. دو نفر کشته، یک نفر زخمی و هفت نفر دستگیرشده‌اند.»
روز یکشنبه در والنسیا تظاهراتی علیه دولت مادورو و در حمایت از قیام برگزار شد اما پلیس مردم را با گاز اشک آور متفرق کرد.

### اشغال ساختمان مجلس ملی
در تاریخ ۸ اوت ۲۰۱۷ شماری از نمایندگان پارلمان ملی که مخالف دولت مادورو هستند از حمله به ساختمان مجلس ملی خبر دادند. بنا به گفته این مخالفان شامگاه ۷ اوت تعدادی از اعضا و کارکنان مجلس جدید مؤسسان که توسط نفرات ارتش همراهی و پشتیبانی می‌شدند به ساختمان پارلمان این کشور به نام «کاخ قانونگذاری» حمله کرده و آن را به اشغال خود درآوردند. تصاویر منتشر شده در رسانه‌های اجتماعی افرادی را در تالار محل جلسات مجلس ملی نشان می‌دهد.
از سوی دیگر دادگاه عالی ونزوئلا اعلام کرد که شهردار بخش چاکاو در شرق کاراکاس به ۱۵ ماه زندان محکوم شده‌است.

### حمله سایبری گسترده
در تاریخ ۸ اوت ۲۰۱۷ یک حمله سایبری گسترده، باعث از کار افتادن ده‌ها وبسایت دولتی ونزوئلا شد. گروه حمله‌کننده که خود را «نگهبان‌های مضاعف» نامیده‌اند ضمن اعلام حمایت از مخالفان و معترضان به سیاست‌های دولت ونزوئلا، هدف از این حمله را اعتراض به «حکومت دیکتاتوری» مادورو اعلام کردند.

### فراخوان به ادامه تظاهرات
شهردار کاراکاس پایتخت ونزوئلا Muchacho در ۹ اوت ۲۰۱۷ با انتشار ویدئویی که در یک منطقه نامعلومی ضبط شده‌است از تمامی مردم ونزوئلا خواهان ادامه تظاهرات‌های ضد دولتی گردید.

## پیامدهای انتخابات (سپتامبر)

### بازداشت وزیر دفاع سابق
براساس اعلام خانواده رائول ایسائیاس بادوئل( Raul Isaias Baduel) وزیر دفاع سابق ونزوئلا که منتقد دولت این کشور می‌باشد و برای سه هفته مفقود بود، در بازداشت سرویس‌های اطلاعاتی ونزوئلا می‌باشد، این موضوع توسط خانواده وی اعلام شد. دختر وزیر دفاع سابق در یک کنفرانس مطبوعاتی در ۲ سپتامبر گفت در یک تماس تلفنی از جانب طارق ویلیام دادستان جدید ونزوئلا محل بازداشت پدرش به خانواده اطلاع داده شده‌است او گفت پدرش در مرکز سرویس اطلاعات این کشور در کاراکاس در بازداشت می‌باشد. رائول ایسائیاس بادوئل که ۶۲ ساله است یک فرمانده سابق و بازنشسته ارتش می‌باشد از جانب اپوزیسیون ونزوئلا به عنوان یکی از برجسته‌ترین زندانیان سیاسی این کشور شناخته می‌شود. اپوزیسیون معتقد است که ۵۹۰ زندانی سیاسی در ونزوئلا وجود دارد.

## بیانیه‌ها و موضع گیری‌ها

### محکومیت سازمان ملل
سازمان ملل روز سه شنبه ۸ اوت ۲۰۱۷ ونزوئلا را برای استفاده بیش از حد از نیروهای انتظامی علیه تظاهرات‌های ضد دولتی محکوم کرد و گفت درگیری‌های اخیر در ونزوئلا ۱۲۴ کشته برجای گذاشته‌است و اعتقاد بر این است که نیروهای امنیتی و گروه‌های هوادار دولت نیکلاس مادورو مسئول مرگ حداقل ۷۳ تظاهرکننده از ماه آوریل تاکنون هستند. این اطلاعات بر اساس اطلاعات دریافتی از ۱۳۵ مصاحبه انجام شده در پاناما و ژنو طی ماه‌های ژوئن و ژوئیه ۲۰۱۷ بدست آمده‌است.
زید رعد الحسین رئیس کمیساریای عالی حقوق بشر سازمان ملل در بیانیه‌ای گفت: «بد رفتاری با تظاهرکنندگان شامل شکنجه بخشی از نقض حاکمیت قانون در ونزوئلا کشور آمریکای جنوبی عضو اوپک می‌باشد.» او گفت: «مسئولیت نقض حقوق بشر که ما شاهد آن هستیم از جانب بالاترین سطح دولت ونزوئلا می‌باشد.» این بیانیه افزود: «در حالیکه هیچ آمار و ارقام رسمی در رابطه با دستگیرشدگان وجود ندارد، تخمین‌های قابل اتکا نشان می‌دهد که بین اول آوریل که تظاهرات‌های مردمی شروع شد تا ۳۱ ژوئیه بیش از ۵۰۵۱ نفر به صورت خودسرانه دستگیرشده‌اند. بر اساس گزارش‌ها بیش از ۱۰۰۰ نفر کماکان زندانی هستند.»
این نهاد سازمان ملل از دولت ونزوئلا خواستار کنترل نیروهای امنیتی این کشور و تحقیق دربارهٔ آزارها و سرکوبی‌های صورت گرفته و آزادی افراد دستگیرشده گردید. همچنین بر تضمین محافظت از لوئیس اورتگا، دادستان کل تأکید شد.

### آمریکا
- دونالد ترامپ در ۱۲ اوت ۲۰۱۷ طی سخنانش با خبرنگاران گفت: «مردم در رنجند و دارند می‌میرند. ما برای ونزوئلا گزینه‌های مختلفی داریم که از آن جمله، گزینه نظامی در صورت لزوم است.»[۴۴][۴۵] کاخ سفید نیز اعلام کرد که پس از این اظهارات، نیکلاس مادورو، رئیس‌جمهور ونزوئلا روز جمعه ۱۱ اوت درخواست گفتگوی تلفنی با رئیس جمهوری آمریکا کرد، اما بنا به اعلام دفتر ریاست جمهوری آمریکا، این درخواست توسط ترامپ رد شده‌است.[۴۶]
- مایک پنس معاون رئیس جمهور آمریکا روز یکشنبه ۱۳ اوت طی دیدارش از کلمبیا گفت «ونزوئلا در مسیر دیکتاتوری قرار دارد و ایالات متحده ظهور یک دیکتاتور را قبول نخواهد کرد و ممکن است بزودی تحریم‌های جدیدی علیه ونزوئلا اعمال گردد.»[۴۷]
- ایالات متحده آمریکا روز جمعه ۲۷ اوت ۲۰۱۷ تحریم‌های دیگری علیه ونزوئلا وضع کرد. براساس این تحریم که یک فرمان اجرایی امضا شده توسط دونالد ترامپ، رئیس‌جمهوری آمریکا است هر گونه معامله با دولت نیکولاس مادورو و شرکت نفتی ونزوئلا ممنوع خواهد بود. اچ آر مک مستر، مشاور امنیت ملی آمریکا به خبرنگاران گفت: «تحریمها نشان خواهد داد که ایالات متحده به یک دیکتاتوری نامشروع اجازه نمی‌دهد که در نیمکره غربی با تحمیل هزینه بر مردم کشور خود پابرجا بماند». کاخ سفید اعلام کرد که مادورو باید انتخابات آزاد در آن کشور برگزار و زندانیان سیاسی را آزاد کند.[۴۸]

### ملاقات مکرون با اپوزیسیون ونزوئلا
روز ۴ سپتامبر ۲۰۱۷ امانوئل مکرون رئیس‌جمهور فرانسه با شخصیت‌های ارشد اپوزیسیون ونزوئلا که در حال اجرای تور اروپائی برای صف آرائی کردن فشار بین‌المللی علیه نیکولاس مادورو رئیس‌جمهور ونزوئلا هستند، ملاقات کرد. جولیو بورگس رئیس کنگره ونزوئلا گفت: «من بر فوریت بازگشائی درب برای کمک‌های انساندوستانه در ونزوئلا تأکید کردم و ماکرون گفت که مشتاق کمک است و ارسال کمک‌ها یک گزینه می‌باشد.»